# Render farm

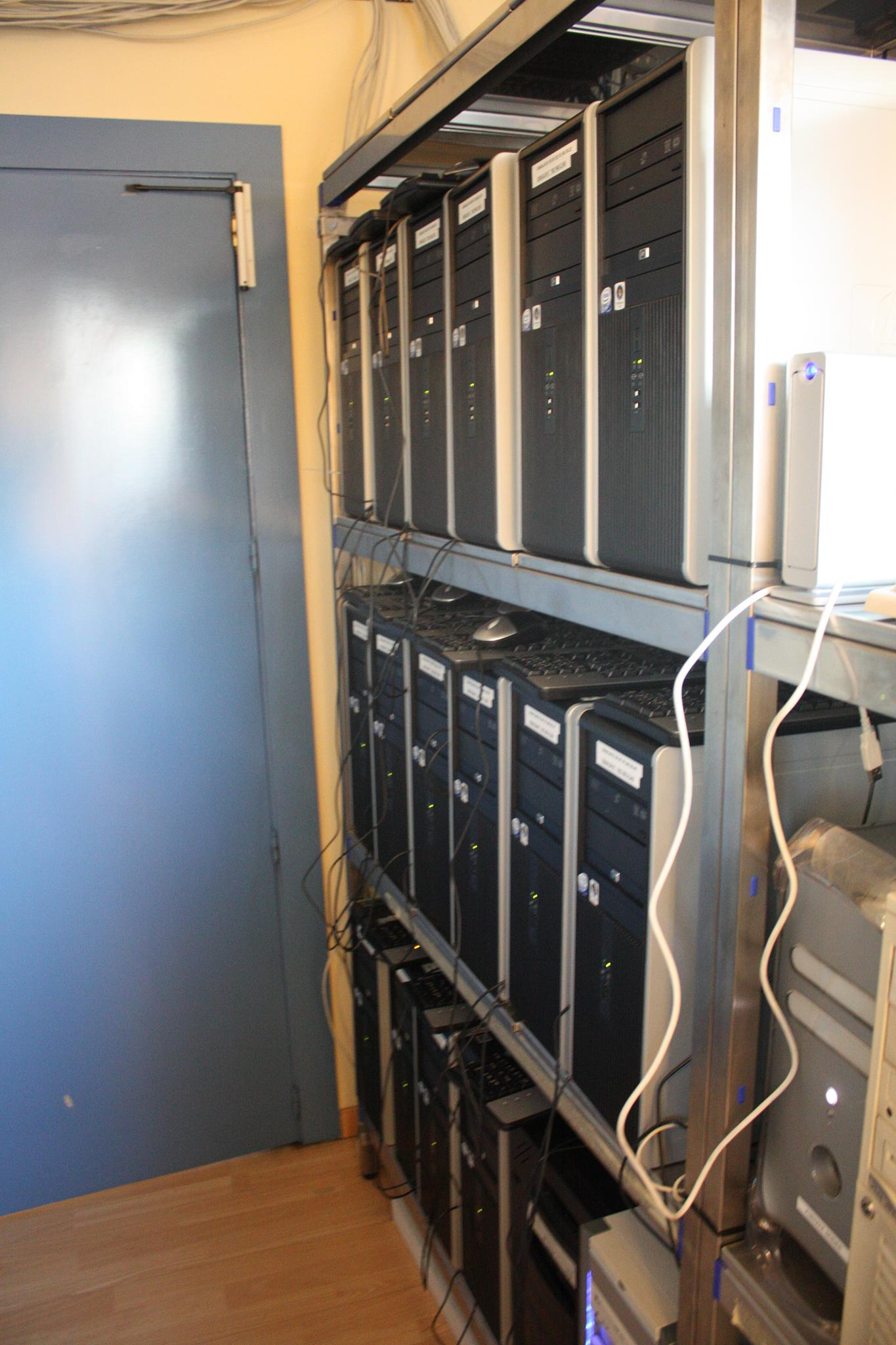
granja de renderización en Madrid.

Una render farm, o en español granja de renderización, es una agrupación de varias computadoras repartiéndose el trabajo de renderizar las imágenes o animaciones realizadas con un programa de edición tridimensional como K-3D, cuya interfaz y desarrollo está basado en el estándar de Renderman Blender, el cual tiene su propio motor de animaciones o interconectividad con el estándar de Renderman 3D Studio, Cinema4D o Maya.

## Características
Las imágenes de una película de animación o de un cortometraje poseen varios frames, la sucesión de las mismas hacen la escena completa. Una granja de rénder divide el trabajo entre varios ordenadores para que el tiempo de renderización sea el menor posible.
Esta es una práctica muy conocida en la industria del cine 3D y, es difícil imaginarse que una sola computadora pueda generar tantas imágenes por sí sola sabiendo que entre los años 90 y 2000, cada frame (cuadro de animación) tardaba 6 horas aproximadamente en generarse (casos como Pixar) y que para hacer un segundo de animación son necesarios 24, 25 o 30 frames. El tiempo de renderización es promedio, ya que en películas como Los increíbles en el año 2004, algunos frames tardaron hasta 69 horas en generarse.
Una vez terminado el trabajo por el grupo de ordenadores que forman la granja normalmente ha de ser editado en un programa externo para su postproducción. Existen algunos programas como Combustión o Adobe After Effects que son populares dentro del mundo para la composición de imágenes. Finalmente para su edición se usan programas profesionales. Final Cut Pro, Adobe Premiere Pro y Avid Media Composer son los más reconocidos en la industria.
Desde el año 2019, con las tarjetas gráficas Nvidia Quadro y los motores de render como Octane, Corona, Vray, los tiempos de renderizado han disminuido considerablemente.
Más allá de las granjas de renderizado locales, las opciones de granjas de renderizado en línea se han visto facilitadas por el aumento del acceso a Internet de alta velocidad. Muchos servicios de computación en línea, incluidos algunos dedicados a la representación, ofrecen servicios de granja que facturan solo por el tiempo de procesador utilizado. Comprender el costo o el tiempo de procesamiento requerido para completar el renderizado es impredecible, por lo tanto, es necesario saber que las granjas en línea cobran el tiempo usando GHz por hora.
Aquellos que estén considerando subcontratar sus renderizaciones a una granja o a la nube pueden hacer varias cosas para mejorar sus predicciones y reducir sus costos. Estos servicios eliminan la necesidad de que un cliente construya y mantenga su propia solución de renderizado.

## Las granjas de renderización basadas en la nube
Las granjas de renderización basadas en la nube aprovechan la escalabilidad y flexibilidad de la computación en la nube para ofrecer servicios de renderización bajo demanda, permitiendo a los usuarios distribuir tareas a través de una vasta red de servidores virtualizados.
Este enfoque proporciona ventajas significativas, como la capacidad de escalar recursos de manera dinámica, eficiencia de costos a través de un modelo de pago por uso y accesibilidad desde cualquier lugar con conexión a Internet. Estos servicios se integran a la perfección con los pipelines de producción existentes, apoyando diversos software 3D y motores de renderización, y son cada vez más preferidos por su capacidad de manejar proyectos complejos rápidamente sin necesidad de hardware costoso en el sitio.
Sin embargo, las granjas de renderización basadas en la nube también presentan desafíos, como el tiempo necesario para cargar archivos grandes, el potencial aumento de costos para proyectos extensos y la dependencia de una conectividad a Internet confiable. La seguridad sigue siendo una preocupación crítica, con proveedores de confianza que ofrecen medidas sólidas para proteger la propiedad intelectual.
A pesar de estos desafíos, la renderización basada en la nube se está convirtiendo en una herramienta vital en industrias como el cine y los videojuegos, ofreciendo una alternativa flexible y poderosa a las granjas de renderización tradicionales.